# Spindasis eslicolor
Spindasis eslicolor är en fjärilsart som beskrevs av Henry John Elwes. Spindasis eslicolor ingår i släktet Spindasis och familjen juvelvingar. Inga underarter finns listade i Catalogue of Life.